# Epidendrum cocoense
Epidendrum cocoense är en orkidéart som beskrevs av Eric Hágsater. Epidendrum cocoense ingår i släktet Epidendrum och familjen orkidéer. IUCN kategoriserar arten globalt som nära hotad. Inga underarter finns listade i Catalogue of Life.